# Думилин, Илья Петрович
Думи́лин Илья́ Петро́вич (09 июля 1911, с. Туруново, Буинский уезд, Симбирская губерния — ноябрь 1942, под городом Сталинград) — чувашский поэт, прозаик, участник Великой Отечественной войны, член Союза Писателей СССР.

## Биография
Родился 9 июля 1911 года в селе Туруново, Буинского уезда, Симбирской губернии. Учился в Старотойсинской школе колхозной молодежи. После работал фальцовщиком журнально-газетной экспедиции издательства газеты «Канаш». В 1935 — 1940 года работал учителем школы киномехаников в селе Батырево и директором неполной средней школы.
Во время работы фальцовщиком Илья серьёзно занялся литературным творчеством и его первые стихи и рассказы печатались на страницах журналов «Сунтал» и «Хатӗр пул» (1928).
В начале 1930-х годов после поездки по Крайнему Северу написал цикл лирических стихов «Вăраннă Çурçĕр». В 1934 году был опубликован его сборник рассказов и стихотворений «Хумсем». Также его стихи опубликованы в других сборниках стихов: «Сердце, пробитое пулей» (1975), «Юлашки юн тумламĕччен» (1980).
В годы Великой Отечественной войны находился в рядах действующей армии. Был командиром отделения. В мае 1962 года посмертно принят в члены Союза писателей СССР.
Поэт пал в боях под Сталинградом в ноябре 1942 года.

## Произведения
- Салтак тÿмисем
- Юрă
- Колхозный сад
- Матери
- Осень и др.